# Auto-allumage
Le phénomène d'auto-allumage « inflammation spontanée et accidentelle du mélange carburé » était fréquent dans un moteur à allumage commandé à fort taux de compression, lorsque la pression du mélange air-essence, dans les cylindres, provoquait une température suffisante pour provoquer une combustion spontanée et erratique du mélange, dans les cylindres, avant l’étincelle générée par la bougie, ayant pour conséquence une perte importante de la puissance et un risque de "casse" mécanique.
À la différence du moteur Diesel, l'auto-allumage n'est pas souhaité dans un moteur à allumage commandé, même sur les moteurs à injection directe où la combustion ne doit se produire que lorsque l'étincelle de la bougie jaillit.

## Compression de l'air
Si l'air d'admission est comprimé (avec un turbocompresseur par exemple) la quantité de carburant admise doit aussi être augmentée pour obtenir une bonne combustion. Cela a pour effet que le mélange devient plus énergétique et l'autoallumage plus probable. De ce fait, la composition du mélange air-essence doit être contrôlée précisément en fonction de la pression atmosphérique, de l'humidité de l'air, car si l'un a tendance à augmenter le taux de dioxygène dans l'air, l'autre a tendance à le réduire. Le contrôle du mélange est devenu plus facile avec l'arrivée des capteurs et des calculateurs aptes à doser correctement la dose d'essence nécessaire à une bonne combustion quelles que soient les caractéristiques de l'air aspiré.

## Risque
Étant donné le caractère erratique de l'auto-allumage, il peut se produire à un moment défavorable pour la solidité ou la longévité, du moteur. De ce fait, il est important d’éviter tout risque d'auto-allumage dans les moteurs à essence. Le cas se produisait assez fréquemment lorsque le mélange air-essence était trop riche et que la combustion dans les cylindres était incomplète avec un auto-allumage juste au moment de l'ouverture des soupapes d'échappement et une détonation caractéristique. Ce phénomène se remarque toujours aujourd'hui sur les voitures de compétition et parfois sur les karts lors des décélérations.

## Qualité du carburant
Le risque d'autoallumage se produit surtout avec des carburants à faible taux d'octane. Dans les années 1950 ce risque était atténué par l'ajout de plomb dans l'essence ce qui a été interdit par la suite du fait de la dangerosité de la pollution au plomb.

## Contrôle du mélange air-essence
De nos jours, avec les progrès des capteurs, de l'injection directe séquentielle et de la rapidité des calculateurs dans les automobiles, ces différents paramètres sont analysés. Ils évitent l'auto-allumage en influant sur l'avance à l'allumage et la quantité d'essence injectée. Le moteur peut ainsi être exploité de manière optimale.

## Différence avec les cliquetis
Contrairement au cliquetis qui est la combustion anarchique du mélange dans la chambre de combustion après l'étincelle de la bougie, l'autoallumage peut générer une bonne combustion mais qui se produit à un moment indésiré et potentiellement avant le point mort haut, d’où une perte potentielle de puissance.